# 블라디미르 막시모프 (핸드볼 선수)
블라디미르 살마노비치 막시모프(러시아어: Влади́мир Салма́нович Макси́мов, 1945년 10월 14일~)는 소련과 러시아의 핸드볼 선수, 지도자이다. 선수 시절에 소련 국가대표팀의 일원으로 1976년 하계 올림픽 금메달을 획득했으며, 1978년 세계 선수권 대회에서 준우승했다.
은퇴 후에는 지도자로 활약했으며, 1992년부터 2004년까지, 2005년부터 2008년까지. 2011년부터 2012년까지 총 3번에 걸쳐 러시아 핸드볼 국가대표팀의 감독을 지냈다. 러시아 대표팀 감독으로서 올림픽 1회(2000), 세계 선수권 대회 2회(1993, 1997), 유럽 선수권 대회 1회(1996) 우승에 기여하면서 프랑스의 클로드 오네스타와 함께 올림픽, 세계 선수권, 대륙 선수권을 제패한 단 둘 뿐인 국가대표팀 감독이 되었다.